# Lampyris algerica
Lampyris algerica là một loài bọ cánh cứng trong họ Đom đóm (Lampyridae). Loài này được Ancey miêu tả khoa học năm 1870.